# Marmot
Marmot je firma specializující se na outdoorové oblečení a sportovní vybavení, která byla založena v roce 1974 jako Marmot Mountain Works. Společnost původně sídlila v Grand Junction v Coloradu a založili ji místní rezident Tom Boyce a dva studenti Kalifornské univerzity v Santa Cruz, David Huntley a Eric Reynolds, kteří sdíleli společný cíl, totiž vyrábět vlastní horolezecké vybavení. Dva roky před založením firmy získal Boyce objednávku na lezecké oblečení použité ve filmu Eiger Sanction v hlavní roli s Clintem Eastwoodem, a Huntley vyrobil prototyp výstroje, kterou Boyce používal při dokumentu Wolper Productions/National Geographic Journey to the Outer Limits, který pojednával o Colorado Outward Bound School. Během této dokumentární produkce viděl kameraman Mike Hoover, který později pracoval na Eiger Sanction, zařízení, které Boyce používal během natáčení v Peru. Právě před Vánoci 1973 kontaktoval Mike Hoover Boyce a učinil objednávku, která vedla k založení společnosti v Grand Junction.
V roce 1976 získala firma Marmot další novou obchodní příležitost, když Eric Reynolds potkal Joe Tannera z W. L. Gore & Associates. Během několika týdnů měla společnost ušitý prototyp spacího pytle s využitím nové Gore-Tex tkaniny pro testování v terénu. Reynolds a Huntley strávil sedm nocí v komerční mrazírně masa, kdy srovnávali spací pytle  s a bez tkaniny Gore-Tex, podobně později testovali spací pytle pod požárními sprinklery. Byli ohromeni tím, co viděli a díky této jejich zkušenosti začali vyrábět s Gore-Texem.
Nyní sídlí v Rohnert Parku v Kalifornii, Marmot je globálně distribuovaný a je součástí Newell Brands.